# Канцар
Канцар — река в России, протекает в Сивинском районе Пермского края. Устье реки находится в 35 км по левому берегу реки Сива. Длина реки составляет 12 км.
Исток реки на Верхнекамской возвышенности, в 14 км северо-западнее села Сива. Река течёт на юг, протекает деревни Воропай и Столбова. Устье находится у деревни Канцар в 4 км к западу от села Сива.

## Данные водного реестра
По данным государственного водного реестра России относится к Камскому бассейновому округу, водохозяйственный участок реки — Кама от города Березники до Камского гидроузла, без реки Косьва (от истока до Широковского гидроузла), Чусовая и Сылва, речной подбассейн реки — бассейны притоков Камы до впадения Белой. Речной бассейн реки — Кама.
По данным геоинформационной системы водохозяйственного районирования территории РФ, подготовленной Федеральным агентством водных ресурсов:
- Код водного объекта в государственном водном реестре — 10010100912111100009400
- Код по гидрологической изученности (ГИ) — 111100940
- Код бассейна — 10.01.01.009
- Номер тома по ГИ — 11
- Выпуск по ГИ — 1